# Parmotrema paraense
Parmotrema paraense är en lavart som beskrevs av Hale. Parmotrema paraense ingår i släktet Parmotrema och familjen Parmeliaceae.   Inga underarter finns listade i Catalogue of Life.